# Hawker Hawfinch
El Hawker Hawfinch fue un caza biplano monomotor británico de la década de 1920. No tuvo éxito y en su lugar se seleccionó al Bristol Bulldog.

## Desarrollo
El avión de caza Hawker Hawfinch fue diseñado en 1925 como reemplazo de los cazas Armstrong-Whitworth Siskin y Gloster Gamecock. Participó en el concurso para cubrir la Especificación F9/26, junto con otros constructores de aviones, que incluían nueve diseños diferentes, de los cuales se construyeron cinco. El Hawfinch voló por primera vez en marzo de 1927. El Bristol Bulldog y el Hawfinch fueron considerados los mejores aviones evaluados y fueron seleccionados para una evaluación más detallada. El contrato finalmente se adjudicó al Bristol Bulldog, debido a su velocidad máxima ligeramente superior, además de ser más fácil de mantener. Una vez finalizada la competición, el prototipo del Hawfinch se utilizó con fines experimentales, probándose con alas de un solo vano y con un tren de aterrizaje de dos flotadores.
Sólo se construyó un prototipo.

## Diseño
El Hawfinch era un biplano de dos vanos con alas decaladas. La estructura era el sistema patentado por Hawker de tubo metálico y "eclisas", con revestimiento de tela. Fue el primer caza totalmente metálico construido por Hawker. El motor fue inicialmente un Bristol Jupiter VI, pero se cambió a un Jupiter VII de 336 kW (450 hp) antes de las pruebas de rendimiento. El armamento estaba formado por dos ametralladoras Vickers sincronizadas para disparar a través de la hélice.

## Especificaciones (Hawfinch (Jupiter VII))
Referencia datos: The British Fighter since 1912

### Características generales
- Tripulación: Uno (piloto)
- Longitud: 7,2 m (23,7 ft)
- Envergadura: 10,2 m (33,5 ft)
- Altura: 2,8 m (9,3 ft)
- Superficie alar: 27,3 m² (293,9 ft²)
- Peso vacío: 873 kg (1924,1 lb)
- Peso cargado: 1320 kg (2909,3 lb)
- Planta motriz: 1× motor radial de 9 cilindros en una fila refrigerado por aire Bristol Jupiter VII.
  - Potencia: 340 kW (469 HP; 462 CV)
- Hélices: Bipala de madera

### Rendimiento
- Velocidad máxima operativa (Vno): 275 km/h (171 MPH; 148 kt) a 3000 m (10 000 pies)
- Techo de vuelo: 7300 m (23 950 ft)
- Tiempo a altitud: 7 min 40 s para 3000 m (10 000 pies)

### Armamento
- Ametralladoras: 

  - 2x Vickers de 7,7 mm
- Bombas: Provisión para 4 bombas de 90 kg